# Palacio Contador Gastón Guelfi
El Palacio Contador Gastón Guelfi, conocido popularmente como Palacio Peñarol, es un estadio de básquetbol y sede oficial del Club Atlético Peñarol, que fue inaugurado en 1955. Está ubicado en la ciudad de Montevideo, en el cruce de las calles Galicia y Minas en el Barrio Cordón y en él tienen lugar variados eventos deportivos y culturales.
El recinto lleva el nombre del presidente que más tiempo estuvo a cargo de la institución, Gastón Guelfi. A su vez, desde el incendio sufrido en el Cilindro Municipal en 2010 y hasta la inauguración del Antel Arena en 2018, supo ser el gimnasio con mayor aforo del país.

## Historia

### Sus inicios
El gimnasio lleva el nombre del presidente que más tiempo estuvo al frente de la institución, Gastón Guelfi, entre 1958 y 1972, que fue uno de los dirigentes más importantes de Peñarol. Durante su presidencia, el club logró tres Copas Libertadores, dos Intercontinentales y varios campeonatos uruguayos, incluyendo un Quinquenio de Oro.
Su construcción constó de dos etapas. La primera cuando mediante una colecta popular entre la hinchada aurinegra se logró financiar el 80 % del coste de las obras estructurales, mientras que la segunda se basó en construir un Centro Social, Cultural y Deportivo bajo la presidencia del Dr. Constante Turturiello.
En 1952, nuevamente la parcialidad de Peñarol colaboró con lo que se llamó "la campaña del metro cuadrado". Los socios del Club podían comprar metros cuadrados del Palacio obteniendo el beneficio "Socio del Palacio Peñarol". La campaña logró, exitosamente, recaudar los fondos necesarios para equipar y decorar el Palacio. Esa categoría habilitaba a sus poseedores a disfrutar de todos los espectáculos totalmente gratis.

### Instalación de la sede de Peñarol
Oficialmente el Palacio Contador Gastón Guelfi es la sede administrativa y social del Club Atlético Peñarol. En la entrada por la calle Magallanes se encuentra la sede social del Club Peñarol; allí están distintas oficinas administrativas, el departamento de socios, la sala de reuniones de la comisión directiva y la sede del organismo social Peñarol Solidario.

### Aparición del Museo y Tienda
En septiembre de 2009 se reinauguró el museo del C. A. Peñarol, con el objetivo de celebrar por un lado el 118 aniversario del club y por otro el "Primer Día del Patrimonio Aurinegro". Allí se pueden observar las distintas   trofeos y reconocimientos ganados por la institución,  como las copas Intercontinentales, Copas Libertadores de América, Campeonatos Uruguayos, trofeos amistosos internacionales, como la Copa Teresa Herrera, de futbol, a la vez trofeos de basquetbol como Sudamericano de Clubes Campeones. Junto a camisetas de exjugadores del club, como las de Alberto Spencer y Obdulio Varela, varias fotos e imágenes históricas y el acta fundacional carbonera.
Anexo:Palmarés del Club Atlético Peñarol
Por otra parte, en el año 2010 se inauguró la Tienda Oficial del club en el Palacio, para que los hinchas aurinegros puedan comprar distintos artículos todos ellos relacionados con Peñarol. Entre ellos: camisetas oficiales, remeras de entrenamiento, camperas, pantalones, medias, canilleras, botines, pelotas, lapiceras, cartucheras, paraguas, vasos, jarras, teclados, mouses, agendas, mochilas, sobres para notebook, cornetas, acolchados, despertadores, termos, materas.
También en el 2010 se instauró un complejo de juveniles para que jugadores jóvenes provenientes del interior puedan dormir.

## Reformas

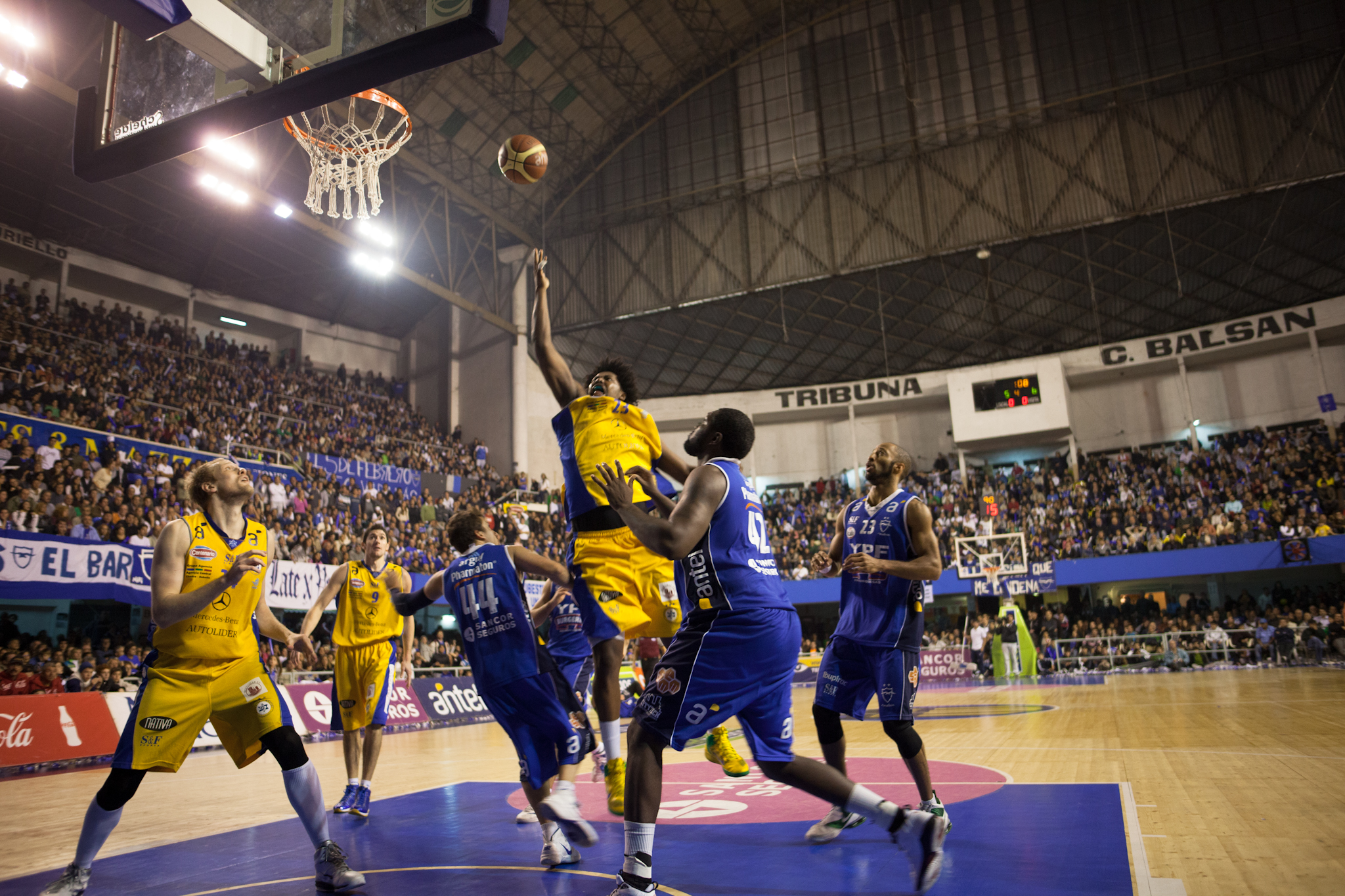
Encuentro entre Hebraica y Macabi y Malvín en el último partido de la final de la LUB 2011-12.

Tras el incendio del Cilindro Municipal en 2010, el Palacio Peñarol fue, por algunos años, el gimnasio más grande en la capital, por lo que desde ese entonces acogió normalmente los playoffs de la Liga Uruguaya de Básquetbol. Esto fue hasta la inauguración del Antel Arena en 2018, lugar donde se disputarán los partidos definitorios de la LUB desde 2019, además de los encuentros de la selección nacional.
Durante esos años de mayor protagonismo, la Comisión Administradora del Palacio comenzó un proceso de mejora de las instalaciones, los procedimientos y la operativa general del mismo, con la intención de actualizar al estadio de básquet y también transformarlo en un espacio multidisciplinario para poder recibir recitales, asambleas, convenciones y todo tipo de eventos culturales, sociales y deportivos.
En 2011, con ocasión de los playoffs de la Liga Uruguaya de Básquetbol 2010-11, la FUBB aprobó la colocación de un piso flotante en la cancha del Palacio. En el marco de un acuerdo de 5 años en el que ambas partes (FUBB y Peñarol) se obligan a cumplir determinadas pautas, la cancha de piso flotante pasará a partir del año 2014 a ser de entera propiedad del Club. Asimismo, desde en el año 2011 se realiza una reestructura de la red sanitaria del Palacio con el fin de mejorar y optimizar sensiblemente la utilización de agua en el recinto.
A través de acuerdos con Tenfield, se realiza pintura general en varios sectores del estadio, así como se optimiza la sponsorización del mismo, estableciendo acuerdos a mediano y largo plazo.
Tras varios años sin reformas en el Palacio, en 2023 Peñarol realizó algunas tareas significativas de mantenimiento, se pintaron sus tres tribunas y se renovó todo el piso flotante.

## Conciertos y espectáculos más destacados
- The Ramones
- Harlem Globetrotters
- CNCO
- Ha*Ash
- Sergio Dalma
- Pablo Alborán
- Calle 13
- Soda Stereo
- Charly García
- Patricio Rey y sus Redonditos de Ricota
- Pimpinela
- Franco de Vita
- No Te Va Gustar
- Titãs